# Sutton, Suffolk
Sutton är en by och en civil parish i distriktet East Suffolk, Suffolk, England. Civil parish har 1 135 invånare (2001).